# Maboundou Koné
Maboundou Koné (* 16. Mai 1997 in Man) ist eine ivorische Leichtathletin, die sich auf den Sprint spezialisiert hat. 2024 wurde sie in Douala Vizeafrikameisterin im 200-Meter-Lauf.

## Sportliche Laufbahn
Erste Erfahrungen bei internationalen Meisterschaften sammelte Maboundou Koné im Jahr 2014, als sie bei den Olympischen Jugendspielen in Nanjing in 12,55 s den siebten Platz im B-Finale des 100-Meter-Laufs belegte. Im Jahr darauf gelangte sie bei den Juniorenafrikameisterschaften in Addis Abeba mit 12,44 s auf Rang fünf über 100 Meter und schied im 200-Meter-Lauf mit 25,87 s in der Vorrunde aus. 2022 siegte sie in 23,83 s über 200 Meter beim Grand Prix International CAA de Douala und im Juni belegte sie bei den Afrikameisterschaften in Port Louis in 23,62 s den vierten Platz über 200 Meter und schied über 100 Meter mit 11,53 s im Semifinale aus. Anschließend schied sie bei den Weltmeisterschaften in Eugene mit 23,32 s in der ersten Runde aus und gewann daraufhin bei den Islamic Solidarity Games in Konya in 11,13 s die Bronzemedaille über 100 Meter hinter der Bahrainerin Edidiong Odiong und Farzaneh Fasihi aus Iran. Auch über 200 Meter sicherte sie sich in 23,12 s die Bronzemedaille hinter der Gambierin Gina Bass und Edidiong Odiong aus Bahrain. 2023 siegte sie in 22,57 s über 200 Meter beim Meeting Stanislas Nancy und anschließend siegte sie in 11,24 s über 100 Meter bei den Spielen der Frankophonie in Kinshasa und sicherte sich dort in 22,53 s die Silbermedaille über 200 Meter hinter ihrer Landsfrau Jessika Gbai. Anschließend schied sie bei den Weltmeisterschaften in Budapest mit 11,26 s in der ersten Runde über 100 Meter aus und über 200 Meter wurde sie im Halbfinale disqualifiziert. Zudem erreichte sie mit der Staffel mit neuem Afrikarekord von 41,90 s das Finale und kam dort nicht ins Ziel. Bei den World Athletics Relays 2024 auf den Bahamas wurde sie in 42,63 s Zweite im A-Lauf in der 2. Qualifikationsrunde über 4-mal 100 Meter für die Olympischen Spiele in Paris und sicherte damit dem ivorischen Team einen Startplatz. Im Mai wurde sie beim Meeting International Mohammed VI d’Athlétisme de Marrakesch in 22,96 s Zweite über 200 Meter, ehe sie bei den Afrikameisterschaften in Douala in 22,99 s die Silbermedaille hinter ihrer Landsfrau Jessika Gbai gewann. Zudem sicherte sie sich dort in 11,24 s die Bronzemedaille hinter der Gambierin Gina Bass Bittaye und Maia McCoy aus Liberia. Im August schied sie bei den Olympischen Sommerspielen in Paris mit 11,17 s im Vorlauf über 100 Meter aus und schied über 200 Meter mit 22,65 s im Halbfinale aus. Zudem wurde sie im Staffelbewerb im Vorlauf disqualifiziert.
2025 startete sie im 60-Meter-Lauf bei den Hallenweltmeisterschaften in Nanjing und schied dort mit 7,33 s in der ersten Runde aus.

## Persönliche Bestleistungen
- 100 Meter: 11,17 s (−0,2 m/s), 31. Juli 2023 in Kinshasa
  - 60 Meter (Halle): 7,21 s, 21. Januar 2023 in Albuquerque
- 150 Meter: 17,26 s (−0,9 m/s), 13. April 2024 in Mailand
- 200 Meter: 22,53 s (−0,7 m/s), 4. August 2023 in Kinshasa
  - 200 Meter (Halle): 22,92 s, 28. Januar 2023 in Lubbock